# Армейский завод боеприпасов в Скрантоне
Армейский завод боеприпасов в Скрантоне (англ: Scranton Army Ammunition Plant (SCAAP)) расположен в городе Скрантон на северо-востоке штата Пенсильвания.  Завод находится в ведении Объединенного командования боеприпасов армии США. Оператор завода — General Dynamics Ordnance and Tactical Systems. Завод производит корпуса артиллерийских снарядов, в том числе снарядов M107, M795 и других.

## История
Объект был первоначально построен в начале 1900-х годов компанией DL&W Railroad как паровозоремонтное депо.  Деятельность депо была прекращена в конце 1940-х годов, после того, как появление тепловозов сделали паровозы устаревшими. Армия США приобрела объект в результате судебного разбирательства в 1951 году и перепрофилировала предприятие в качестве производителя артиллерийских боеприпасов. Действующим подрядчиком была назначена фирма U.S. Hoffman Machinery.
В 1963 году продолжительная забастовка профсоюзов вынудила правительство расторгнуть контракт с US Hoffman. Последующий контракт был заключен с Chamberlain Manufacturing Corp.
С начала девяностых годов прошлого века в SCAAP было инвестировано более 30 000 000 долларов США для решения проблем с устаревающей инфраструктурой и улучшить производственные возможности. Изменения включали модернизацию существующего производственного оборудования, включая компьютеризированное управление; установку новых производственных и испытательных мощностей; и средств автоматизации для повышения гибкости производства. Эти усовершенствования сделали SCAAP наиболее современным объектом своего типа. В 1996 г. компания Chamberlain Manufacturing Corp. получила разрешение на использование мощностей для производства коммерческой продукции, что снизило государственные расходы на содержание установки. Контракт также требовал от Chamberlain Manufacturing Corp. инвестировать не менее двух миллионов долларов в год в обслуживание и улучшение предприятия. С момента заключения контракта в 2002 г. Chamberlain Manufacturing Corp. инвестировала в производство около 6 000 000 долларов США.
В 2000 году Департамент охраны окружающей среды Пенсильвании (PADEP) принял заключение, что SCAAP соответствует государственным экологическим стандартам для промышленной/коммерческой собственности. Вследствие этого PADEP освободила армию и производственную корпорацию Chamberlain от ответственности за ранее существовавшие загрязнения.
В 2006 году Chamberlain Manufacturing Corp. продала объект корпорации General Dynamics, после чего завод вошел в состав General Dynamics Ordnance and Tactical Systems.
В начале февраля 2023 года было заявлено, что в течение следующих 15 лет армия инвестирует около 240 млн долларов на модернизацию оборудования завода. Армия также планирует добавить около 40 новых сотрудников к штату завода, насчитывающему на данный момент 270 человек.

## Производство
Из-за небольших размеров и городского расположения завод производит только металлические части снарядов, после чего направляет их для досборки на другие предприятия. Завод производит корпуса снарядов диаметром 120, 105, 155 мм и 5-дюймовых осколочно-фугасных снарядов для ВМФ, включая снаряды M107, M795, M804, M485, MK64-2 и М110.
Изготовленные по спецзаказу длинноходовые и кузнечные прессы делают SCAAP единственным активным производственным предприятием в США, способным производить определенные части боеприпасов. Производственный опыт сделал SCAAP единственным производителем корпусов SADARM (Search And Destroy ARMament).
SCAAP также производит прототипы боеприпасов для отдела исследований и разработок вооружений инженерного центра (ARDEC), находящегося менее чем в 100 милях от Арсенала Пикатинни. Разработка для ARDEC также включает новые производственные процессы.
Завод производил 155-миллиметровые артиллерийские снаряды для украинской армии в рамках отражения российского вторжения. Это способствовало экономическому росту в городе и на северо-востоке Пенсильвании, где ранее в течение десятилетий после закрытия угольных шахт и текстильных фабрик уровень безработицы был как минимум на два процентных пункта выше. С 2022 г. на заводе было создано 200 рабочих мест.